# Erythrodiplax anatoidea
Erythrodiplax anatoidea – gatunek ważki z rodziny ważkowatych (Libellulidae). Występuje na terenie Ameryki Południowej.